# Tabaluga

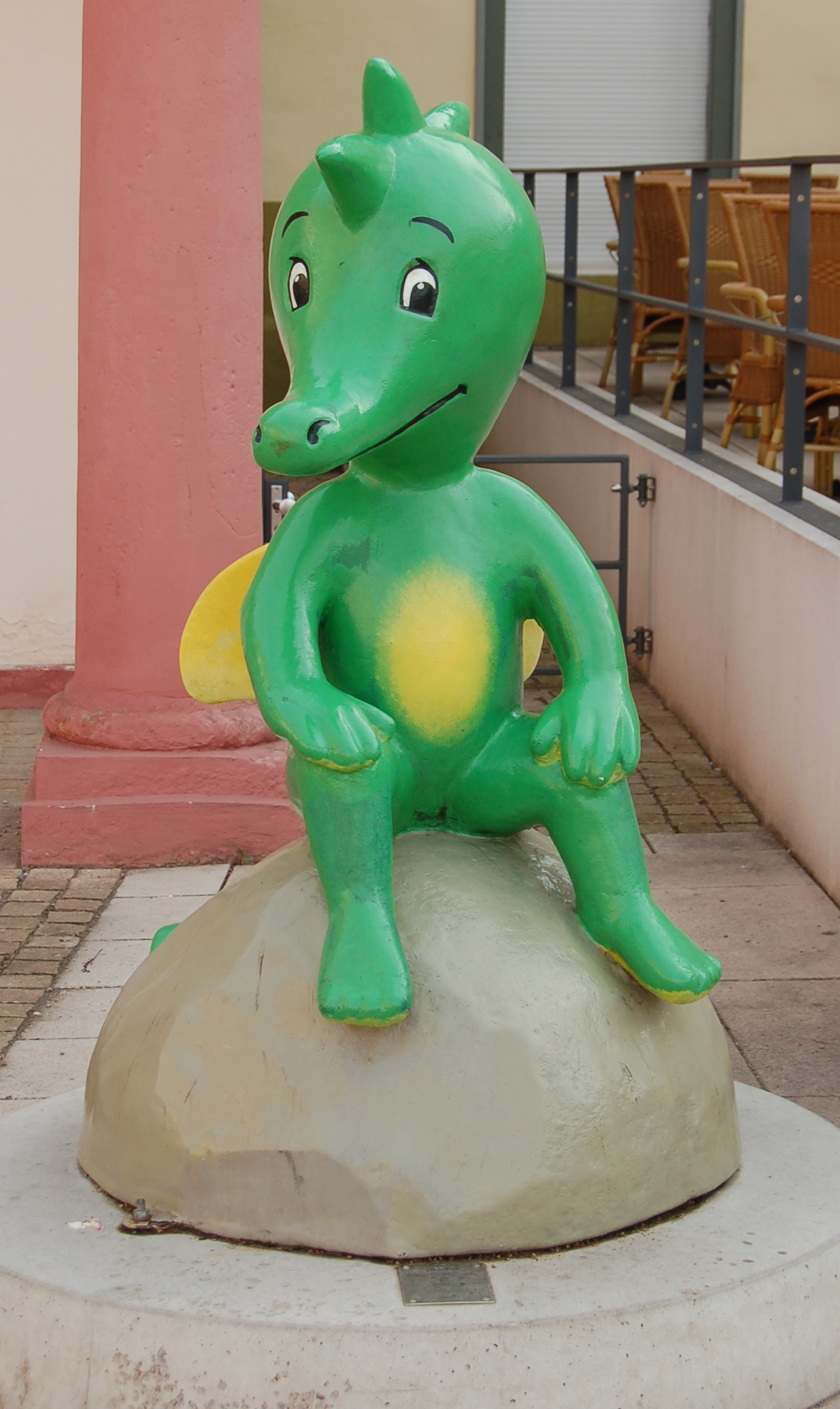
Statue of Tabaluga in Erfurt

Tabaluga es un personaje de dibujos animados. Es un pequeño dragón verde que vive en la ficticia Tierra Verde (Greenland en el original). Fue creado por el artista alemán Helme Heine y por su esposa, Gisela von Radowitz.
El musical "Tabaluga & Lilli" fue celebrado el 24 de septiembre de 1999 en el TheatrO CentrO de Oberhausen, y permaneció allí hasta el 30 de junio de 2001. El pequeño dragón, entre otras cosas, logró reunir a los actores de la High Society of German musical Andreas Bieber, Ross Antony, Paul Kribbe y Carolin Fortenbacher.
El primer álbum "Tabaluga and the journey to reason" (Tabaluga y el viaje a la razón) fue el paso para el éxito: en el transcurso de los años se sacaron cuatro álbumes, libros de Helme Heine y la serie de TV, que fue emitida en más de 100 países en todo el mundo. Por su parte, la Fundación Tabaluga lleva la palabra Tabaluga en su nombre. 

## Serie de TV
La serie de animación de Tabaluga fue producida por Yoram Gross Films (ahora conocidos como Flying Bark Animation).
En esta serie Tabaluga es el último de los dragones, después de la muerte de su padre Trillón (Tyrion, en el original), y tiene 7 años de dragón (lo que en la escala humana serían 700 años). Vive en la Tierra Verde, un lugar habitado por animales parlantes de muchas especies diferentes, y es el guardián del Fuego, un fuego que encarna a la vida, la luz y el calor. Todos los habitantes de esta fantástica tierra están amenazados por Arktos, un malvado muñeco de nieve que gobierna la Tierra Helada (una frígida tundra ártica) y es enemigo de toda forma de vida.
Tabaluga intenta por todos los medios derrotar a Arktos, aunque para lograrlo no está solo y siempre recibe la inestimable ayuda del espíritu de su padre Trillón; de su mejor amiga, la liebre Happy; y de Nessaja, la tortuga más anciana del lugar.
Cuando Tabaluga y sus amigos están a punto de derrotar definitivamente a Arkos se dan cuenta de que la Tierra Helada y el frío ejercen un papel muy importante en el equilibrio de la naturaleza. En ese preciso momento el pequeño dragón recomienda compartir el mundo con Arkos y dejar que él gobierne durante tres meses cada año.

### Personajes

#### Habitantes de la Tierra Verde
- Tabaluga: el pequeño dragón verde que protagoniza la historia, príncipe y más tarde rey de la Tierra verde.
- Happy: la mejor amiga de Tabaluga, una liebre blanca.
- Digby: otro de los amigos más cercanos de Tabaluga, un topo que lleva unas gruesas gafas.
- Buzz: una abeja.
- Rubin: un pájaro picaflor, amigo de Digby y Buzz.
- Nessaja: una tortuga gigante, sabia y anciana, que actúa como mentora de Tabaluga y sus amigos.
- Shouhu: un búho dotado del poder de la clarividencia, la cual utiliza a través de una bola de cristal. Inicialmente prisionero de Arktos debido a sus poderes, Shouhu es más tarde liberado y convertido en otro mentor de Tabaluga.
- Trillón (Tyrion): el antiguo monarca de la Tierra verde y padre de Tabaluga, un gran dragón grisáceo aunque muy semejante a su hijo en aspecto. Se convirtió en una estrella al morir, como todos los dragones de esta tierra hacen, y ocasionalmente se aparece a Tabaluga paa aconsejarle.

#### Habitantes del Reino de Hielo
- Arktos: el antagonista de la serie y archienemigo de Tabaluga. Se trata de un muñeco de nieve malvado que reina sobre el Mundo de Hielo y pretende convertir la Tierra Verde en un glaciar para anexarla a sus dominios. Tiene poderes sobre el frío y el hielo, y un ala de su palacio contiene a todas las criaturas a las que ha congelado. En consonancia con su naturaleza, le encanta el helado.
- James: el pingüino mayordomo de Arktos, así como piloto de su aeronave personal, el Arktoplano. Educado y gentil, es el único súbdito de Arktos que le profesa lealtad verdadera.
- Attila: una morsa que obra de cocinero en el palacio de Arktos.
- Vultur: un buitre, espía y mensajero de Arktos. En las temporadas posteriores le traiciona en favor de Humsin, pero es forzado a volver a su servidumbre al final.
- Fritz: el tiburón mascota de Arktos, que a veces intenta comerse la zanahoria que su amo ostenta por nariz.
- Lilli: una escultura de hielo viviente creada por Arktos, dotada de la forma y emociones de una joven. Su presencia fascinará a Tabaluga durante mucho tiempo como parte del plan de Arktos. La relación entre Lilli y Tabaluga es distinta según el medio: en el musical Tabaluga & Lill el dragón se enamora de ella y encuentra en esto la fuerza para vencer a su enemigo, mientras que en la serie sólo pretende liberarla de la voluntad de Arktos, lo cual consigue antes de su desaparición.

## Historia
- 1983: "Tabaluga or the journey to reason", primer álbum conceptual.
- 1986: "Tabaluga and the bright silence", segundo álbum conceptual.
- 1993: "Tabaluga & Lilli" (con Alexis interpretando a "Lilli")
- 1994: Tour de "Tabaluga & Lilli", 90 apariciones con un total de audiencia de 700,000 personas; esta versión incluía música del primer álbum conceptual.
- 1997: Tabaluga on TV: se estrena "Tabaluga tivi" en ZDF.
- 1998: Tabaluga se estrena en Cartoon Network Europa.
- 1999: "TheatrO CentrO" en Oberhausen estrena "Tabaluga & Lilli", pero con diferentes actores.
- 2001: Segunda temporada de la serie (26 nuevos episodios, de nuevo en ZDF y KI.KA)
- 2002: Los 52 capítulos fueron repetidos en televisión.
- 2002: "Tabaluga and the Gift of Luck".
- 2003: Tour de "Tabaluga and the Gift of Luck".
- 2004: "Tabaluga viatja buscant el seny " (versión catalana de The journey to reason) fue la primera vez que Tabaluga era traducido al catalán. Fue recogido en CD y casete, y fue muy popular.
- 2005: Se estrenó por primera vez en Mallorca, con una excepcionalmente enorme audiencia. Los cantantes, Josep Carreras y Cris Juanico, junto con Udo Jürgens y Peter Maffay, compraron los derechos para interpretarlo.